# Менделтна (Аляска)
Менделтна (англ. Mendeltna) — переписна місцевість (CDP) в США, в окрузі Вальдес-Кордова штату Аляска. Населення — 36 осіб (2020).

## Географія
Менделтна розташована за координатами 62°8′48″ пн. ш. 146°45′40″ зх. д. / 62.14667° пн. ш. 146.76111° зх. д. (62.146740, -146.761126).  За даними Бюро перепису населення США в 2010 році переписна місцевість мала площу 1183,59 км², з яких 1166,32 км² — суходіл та 17,26 км² — водойми.

## Демографія
Згідно з переписом 2010 року, у переписній місцевості мешкало 39 осіб у 19 домогосподарствах у складі 14 родин. Густота населення становила 0 осіб/км².  Було 47 помешкань (0/км²).
Расовий склад населення:
| - 87,2 % — білих |

До двох чи більше рас належало 12,8 %. Частка іспаномовних становила 5,1 % від усіх жителів.
За віковим діапазоном населення розподілялося таким чином: 5,1 % — особи молодші 18 років, 92,3 % — особи у віці 18—64 років, 2,6 % — особи у віці 65 років та старші. Медіана віку мешканця становила 54,8 року. На 100 осіб жіночої статі у переписній місцевості припадало 143,8 чоловіків;  на 100 жінок у віці від 18 років та старших — 146,7 чоловіків також старших 18 років.
Цивільне працевлаштоване населення становило 22 особи. Основні галузі зайнятості: фінанси, страхування та нерухомість — 68,2 %, мистецтво, розваги та відпочинок — 31,8 %.